# Придз, Эрик
Эрик Придз (англ. Eric Prydz) — продюсер, музыкант и диджей родом из Швеции. В настоящее время переехал из Лондона в Лос-Анджелес.
В 2017 году он получил премию Electronic Music Awards в номинации «Диджей года» , а также был номинирован на премию «Выступление года».

## Биография
Эрик увлекся музыкой ещё в далёком детстве, когда учился играть на фортепиано. Начало музыкальных экспериментов совпадает со временем, когда маленький Эрик уговорил своих родителей купить ему синтезатор, чтобы научиться создавать свою собственную музыку в стиле Depeche Mode. В 1994-м году стал барабанщиком в группе Enemy Alliance, которая играла музыку в стиле Kraftwerk. А позже он бросил свою работу и вместе с двумя своими друзьями, у которых была небольшая студия, начал создавать уже совсем другую музыку, подрабатывая диджеем в клубах. Постепенно он сильно увлёкся диджеингом, и вскоре кассета с его творчеством попала на лейбл EMI. Он был подписан на Credence — их танцевальное подразделение. Так началась его диджейская карьера. Эрик боится летать на самолётах, но иногда ради гастролей на других континентах (в основном Северная Америка) ему всё же приходится летать. 5 февраля 2016 года Эрик выпустил дебютный альбом под названием «Opus».
28 июня 2016 года Придз совместно с Люком Версалько из Mashable выпустил документальный фильм, в котором подробно рассказывается о создании его шоу Epic 4.0. В июне 2016 года он также появился на Insomniacs Night Owl Radio.
В честь 15-летия псевдонима Pryda, 10 апреля 2019 года он объявил о выпуске PR(15)DA , сборника из 27 песен.
19 июля 2019 года Эрик Придз анонсировал EPIC 6.0. Эта часть его серии EPIC включала многоэтажную прозрачную светодиодную голосферу шириной восемь метров, которая окружала Придза во время его выступления на фестивале Tomorrowland . Сфера состояла из семидесяти двух взаимосвязанных панелей ручной работы, которые содержали более 2,4 миллиона светодиодов для освещения галактик, электрических дротиков и инопланетных планет.
Придз представил выступление HOLO на 22-м фестивале музыки и искусств в долине Коачелла в апреле 2023 года.

## Личная жизнь
В 2012 году он переехал из Лондона в Лос-Анджелес, где жил до своего возвращения в Швецию в 2021 году после развода со своей бывшей женой Софи, от которой у него двое детей.

## Наиболее успешные синглы
Известен благодаря хиту 2004 года «Call On Me», достигшему первого места UK singles charts (первая позиция — пять недель). Успешным продажам сингла помогло бросающееся в глаза видео, демонстрирующее фитнес-тренировку, которую сам премьер-министр Великобритании Тони Блэр назвал непристойным. Трек основан на хите «Valerie» Стива Уинвуда 1982 года. Стив специально записал для песни новую вокальную партию.
Второй, не менее успешный сингл — «Proper Education» (2006), который в свою очередь был ремиксом композиции «Another Brick in the Wall, part 2» группы Pink Floyd с альбома The Wall. Видеоклип на Proper Education поднимает проблему глобального потепления, в котором группа молодых людей выключает неиспользуемые приборы и меняет лампочки на энергосберегающие.
Весной 2008 года Эрик выпустил композицию «Pjanoo», которая быстро стала хитом. В одном из интервью автор сказал, что композиция стала известна благодаря Youtube: Эрик сыграл за два года до релиза, любительская видеозапись из клуба попала в Интернет, и мелодия получила большую популярность. В 2009 году Pjanoo стала саундтреком к играм Grand Theft Auto IV: The Ballad of Gay Tony и DJ Hero.
Зимой 2016 года Эрик выпускает дебютный альбом «Opus», который быстро стал лидером во многих странах.

## Продюсирование
Эрик является основателем трех собственных лейблов — Pryda, Mouseville, Pryda Presents и подлейбла Pryda Friends. В своих интервью он отмечал, что «давно хотел создать свой лейбл, чтобы свободно выпускать музыку без рамок издающих лейблов».
Под лейблом Pryda издаются его собственные хаус- и прогрессив-хаус-треки под одноимённым псевдонимом, когда лейбл Mouseville выпускает более андеграундную и техно-ориентированную музыку под псевдонимом Cirez D. На лейбле Pryda Presents Эрик выпускает треки под псевдонимом Tonja Holma, а также музыку от других музыкантов. Ранее работал лейбл Pryda Friends, в настоящее время закрыт.
В настоящее время Эрик Придз имеет большой авторитет среди мировых диджеев и его музыка оказывает сильное влияние на танцевальную культуру всего мира. В 2005, 2007 и 2013 годах был участником радиошоу Essential Mix, которую ведёт Пит Тонг на BBC Radio 1. На этой же радиостанции, в передаче Essential Selection Пит Тонг представляет его самые новые треки.
С 2012 года выпускает своё собственное шоу «EPIC Radio», в котором представляет эксклюзивные новинки, а также невыпущенный материал.
С 2015 года EPIC Radio выходит на Beats One Radio.
21 мая 2012 вышел первый альбом Эрика под псевдонимом Pryda

## Выступления
В 2011 году Эрик Придз запускает новую серию собственных шоу под общим названием EP/IC (Eric Prydz In Concert), в которых будет звучать его новый материал и ремиксы на свою музыку, которая будет звучать под необыкновенные голографические эффекты и игру света.

## Позиции в чартах
| Год  | Название               | Позиции в чартах | Позиции в чартах | Позиции в чартах | Позиции в чартах | Позиции в чартах | Позиции в чартах | Позиции в чартах | Позиции в чартах | Позиции в чартах | Позиции в чартах | Позиции в чартах | Позиции в чартах | Позиции в чартах | Позиции в чартах | Позиции в чартах | Позиции в чартах | Позиции в чартах | Позиции в чартах | Позиции в чартах | Позиции в чартах |
| Год  | Название               | GER              | UK               | FRA              | AUS              | AUT              | SWI              | FIN              | NOR              | SWE              | IRE              | NZ               | NED              | TUR              | ITA              | DEN              | BEL              | Billboard        | Billboard        | Billboard        | Billboard        |
| Год  | Название               |                  |                  |                  |                  |                  |                  |                  |                  |                  |                  |                  |                  |                  |                  |                  |                  | EUR              | GDT              | DIG              | HDA              |
| ---- | ---------------------- | ---------------- | ---------------- | ---------------- | ---------------- | ---------------- | ---------------- | ---------------- | ---------------- | ---------------- | ---------------- | ---------------- | ---------------- | ---------------- | ---------------- | ---------------- | ---------------- | ---------------- | ---------------- | ---------------- | ---------------- |
| 2004 | «Call on Me»           | 1                | 1                | 2                | 1                | 2                | 4                | 1                | 1                | 1                | 38               | 4                | 6                | 41               | 2                | 4                | -                | -                | -                | 5                |                  |
| 2005 | «Woz Not Woz»          | -                | 55               | 50               | -                | -                | 84               | -                | -                | -                | -                | -                | -                | -                | -                | -                | -                | -                | -                | -                | -                |
| 2006 | «Remember» (как Pryda) | -                | -                | -                | -                | -                | -                | 13               | -                | -                | -                | -                | -                | -                | -                | -                | -                | -                | -                | -                | -                |
| 2007 | «Proper Education»     | 4                | 2                | 10               | 20               | 20               | 12               | 1                | -                | 12               | 9                | -                | 3                | -                | 11               | 3                | 2                | -                | 1                | -                | 1                |
| 2007 | «RYMD» (как Pryda)     | -                | -                | -                | -                | -                | -                | -                | -                | -                | -                | -                | -                | -                | -                | -                | -                | -                | 40               | -                | -                |
| 2007 | «Genesis» (как Pryda)  | -                | -                | -                | -                | -                | -                | 17               | -                | -                | -                | -                | -                | -                | -                | -                | -                | -                | -                | -                | -                |
| 2008 | «Pjanoo»               | 34               | 2                | 21               | -                | 22               | 31               | 8                | -                | 6                | 7                | -                | 4                | 2                | -                | -                | 8                | 7                | -                | 2                | -                |
| 2011 | «Niton (The Reason)»   | 66               | 45               | -                | -                | -                | -                | -                | -                | -                | -                | -                | 82               | -                | -                | -                | 75               | TBA              | TBA              | TBA              | TBA              |